# Stephanie Mehta

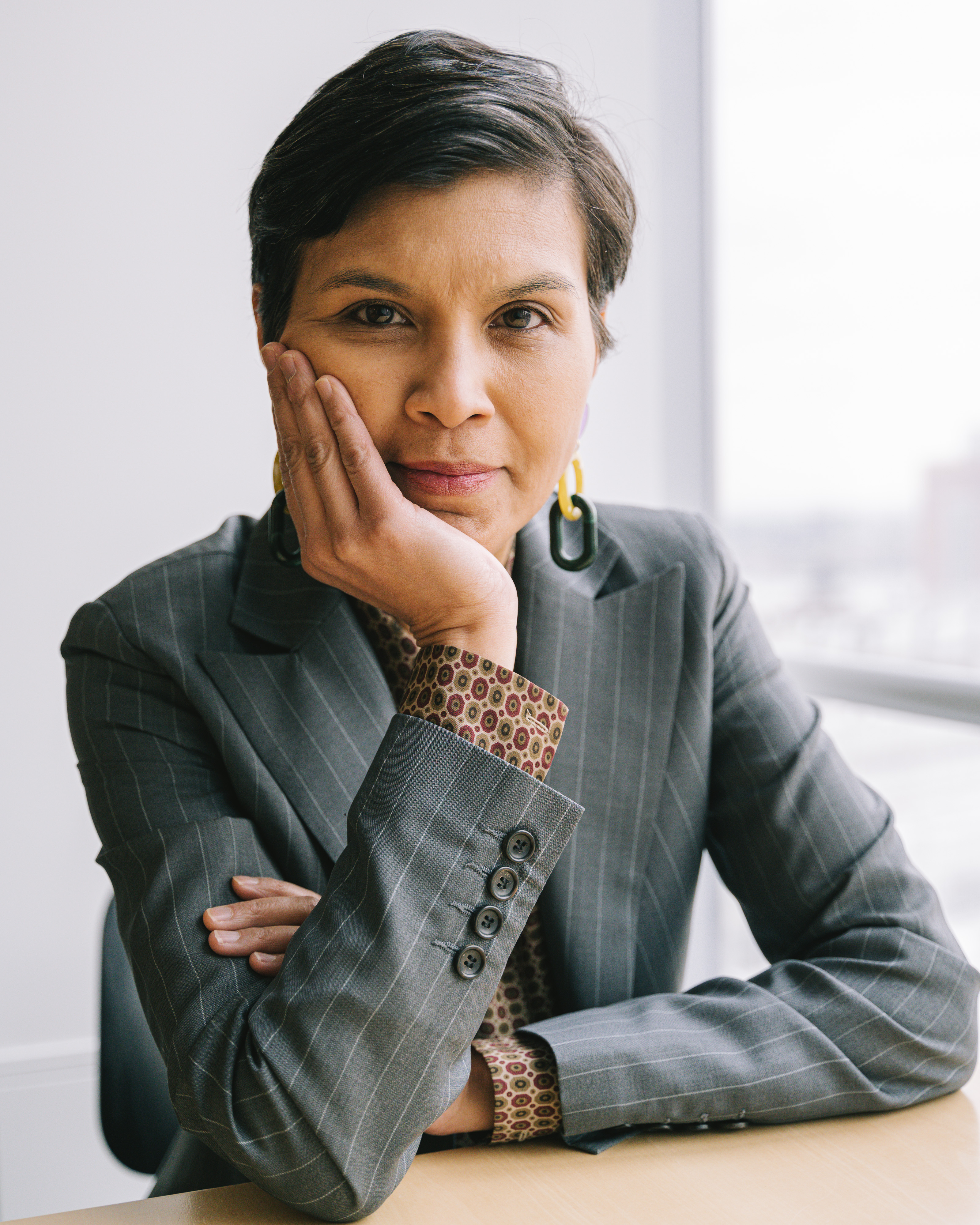
Stephanie Mehta

Stephanie Mehta (geboren 1970 in Chicago) ist eine amerikanische Wirtschaftsjournalistin. Sie ist seit Februar 2018 Chefredakteurin des seit 1995 eingeführten amerikanischen Magazins Fast Company.

## Karriere
Vogue nennt Fast Company „America’s unofficial innovation bible“. Fast Company beschreibt sich selbst als weltweit führende Marke progressiver Wirtschaftsmedien. Bei Fast Company setzt Mehta auf progressives Storytelling und bildgewaltige Essays. Als Chefredakteurin verantwortet Mehta die Print- und Digitaleinheiten sowie den Live-Journalismus der Marke. Mehta ist dafür verantwortlich, die Marke auf neues Terrain auszudehnen, so stärkt sie durch das jährliche Innovationsfestival des Mediums den Bereich Live-Journalismus.
Mehta studierte von 1987 bis 1992 an der Northwestern University und begann ihre journalistische Laufbahn beim Wall Street Journal. Zudem wirkte sie als Journalistin bei Vanity Fair, Bloomberg und beim Fortune Magazine.

## Privatleben
Mehta lebt mit Mann und zwei Töchtern in Scarsdale, New York.